# Walter Tosta
 Walter da Rocha Tosta  (Rio de Janeiro, 20 de outubro de 1956 – 8 de janeiro de 2023) foi um político brasileiro. Foi vereador de Belo Horizonte por 3 mandatos, deputado federal e deputado estadual por Minas Gerais.

## Vida
Cadeirante desde os 15 anos, quando foi atingido por uma bala perdida no Rio de Janeiro, uma das bandeiras defendidas por Tosta em sua legislatura era a da acessibilidade. Aos 22 anos, fundou a União dos Paraplégicos de Belo Horizonte (UNIPABE), onde foi velado.
Em 2020, foi eleito novamente vereador de Belo Horizonte com 8 mil votos.
Morreu em 8 de janeiro de 2023, vítima de câncer.